# Nigeriafirst
Die Nigeriafirst ist ein im Juli 2002 geschaffenes offizielles Regierungsorgan (Public Communications Unit, Presidential Communications Unit) im Vielvölkerstaat Nigeria mit dem Auftrag, 
- Informationen über die Regierung aufzubereiten und öffentlich zu verteilen,
- Informationen aus den Ministerien und anderen Institutionen zu sammeln und zu verwalten.

Vergleichbare Einrichtung in der BRD ist das Presse- und Informationsamt der Bundesregierung.